# ルーク・ペリー
ルーク・ペリー（英: Coy Luther "Luke" Perry III、1966年10月11日 - 2019年3月4日）は、アメリカ合衆国オハイオ州出身の俳優。
1986年にデビュー。1990年から10年間続いたテレビ・シリーズ『ビバリーヒルズ青春白書』のディラン役や『リバーデイル』のフレッド・アンドリュース役で有名。

## 来歴
オハイオ州マンスフィールドで生まれ、同州フレデリックタウンで育つ。
2001年にはブロードウェイの『ロッキー・ホラー・ショー』に出演、ブラッド役を演じた。
2001年から2002年にかけて放映されたテレビドラマシリーズ『OZ/オズ』では全裸を披露するなど体当たりの演技を見せた。
2004年にはロンドンで『恋人たちの予感』に出演、ハリー役を演じた。
2017年からはTVドラマシリーズ『リバーデイル』にレギュラー出演。
2019年2月27日、ロサンゼルス近郊の自宅で重度の脳卒中を発症、医療機関に緊急搬送されたが、意識が戻らないまま5日後の3月4日に死去、満52歳。

### 私生活
1993年から2003年まで結婚していた元妻とのあいだに1男1女。長男のジャックは "ジャングルボーイ" のリングネームを持つプロレスラーである 。
『ビバリーヒルズ高校白書』で共演したシャナン・ドハーティとは友人関係にあり、死去直前にコミコン・インターナショナルに出演したルークがシャナンについて「彼女の存在が番組の大きな成功に繋がったことは事実」「彼女は僕に色んなことを教えてくれたし、相手役が彼女で本当に良かったと思っている」と語ったり、ルークの死後、シャナンが当時ステージ4のがんを抱えていた自身を引き合いに「先に逝くのは私だと思っていた」と語り、ルークの死の数週間前にもランチを共にしたことを明かしていた。『リバーデイル』でのルークの追悼エピソードにもシャナンはカメオ出演している。

### ギャラリー

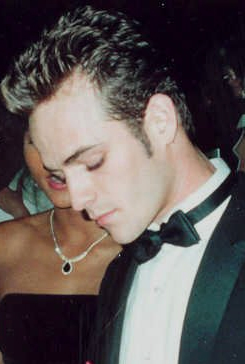
1991年『エミー賞』にて
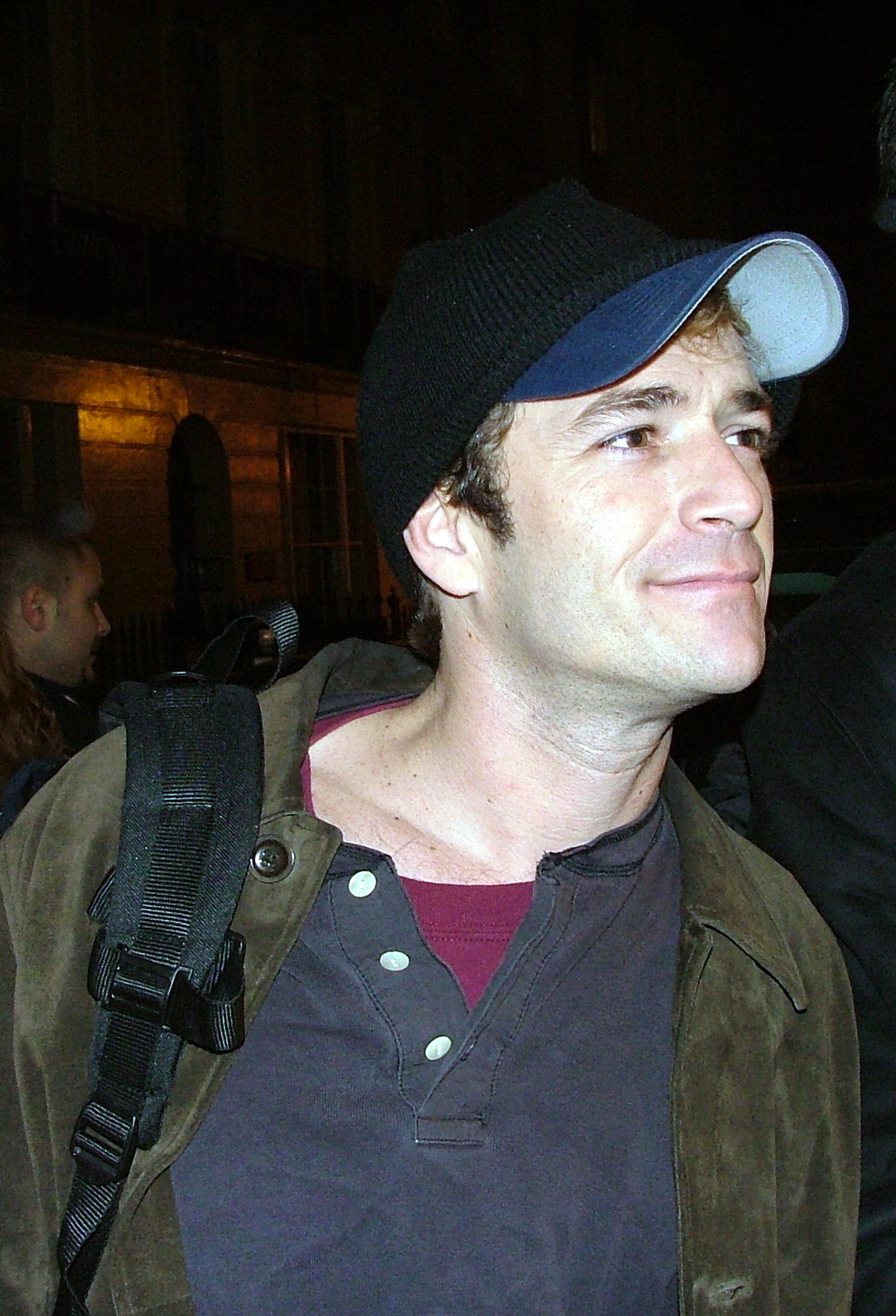
2004年
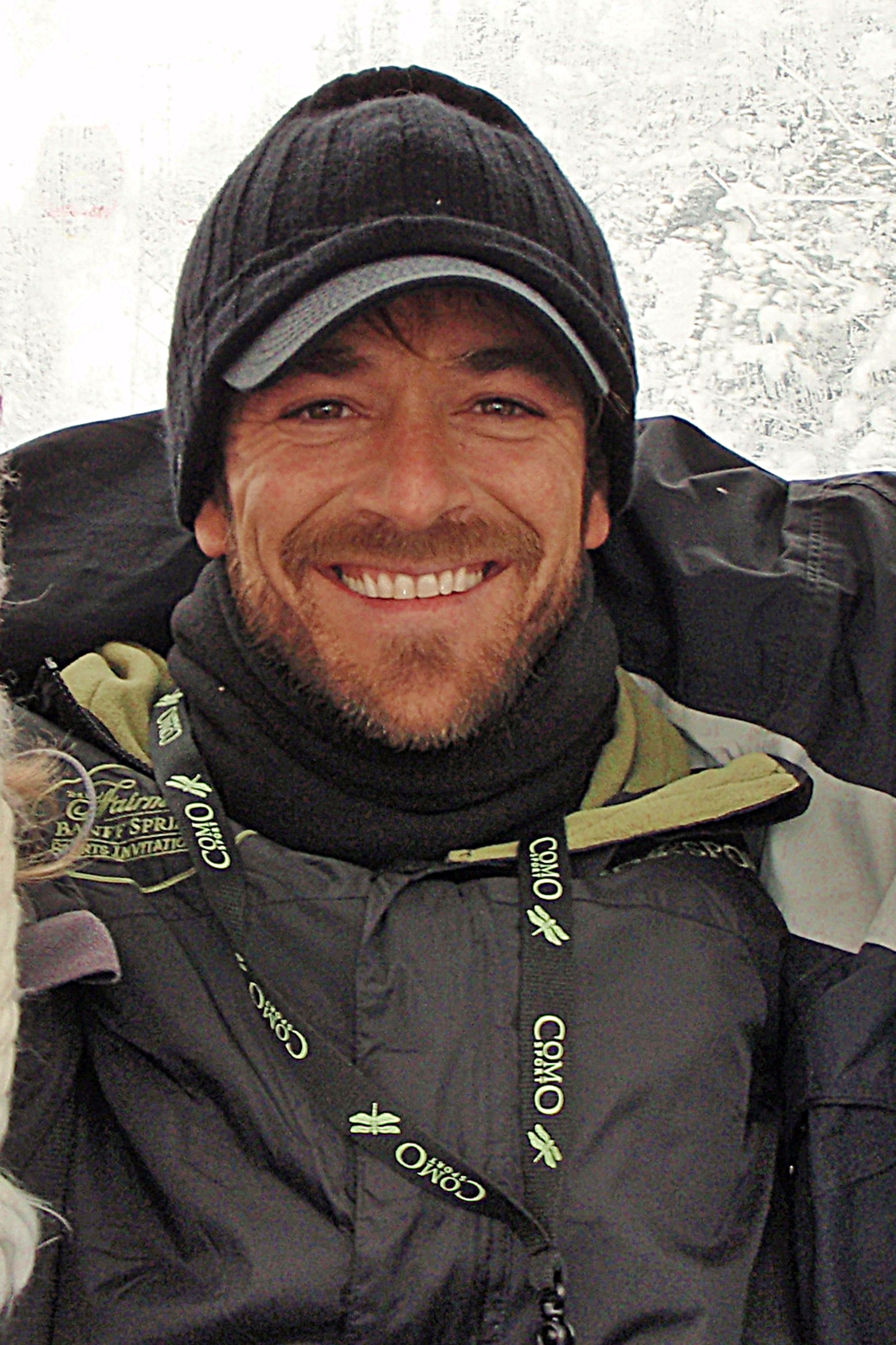
カナダ・アルバータ州にて（2008年1月）
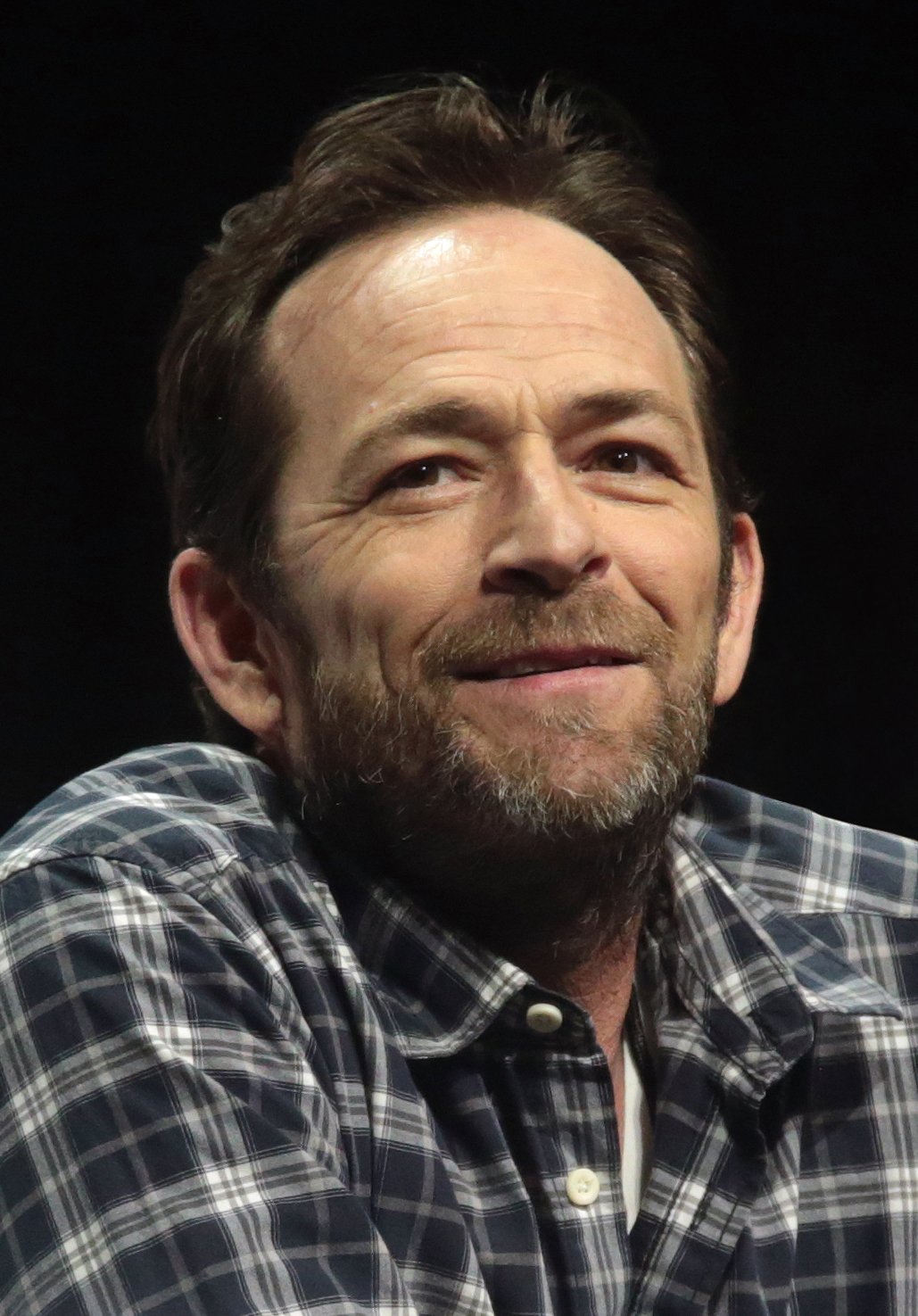
USAアナハイムの「WonderCon」にて（2017年）

## 主な出演作品

### 映画
| 公開年 | 邦題／原題                                                                 | 役名                   | 類別       |
| ------ | -------------------------------------------------------------------------- | ---------------------- | ---------- |
| 1990   | セックスの義務と権利 Scorchers                                             | レイ・レイ             | 劇場公開作 |
| 1990   | それから、ふたりは眠りの中で Terminal Bliss                                | ジョン・ハンター       | 劇場公開作 |
| 1992   | バッフィ/ザ・バンパイア・キラー Buffy the Vampire Slayer                   | パイク                 | 劇場公開作 |
| 1994   | エイト・セカンズ 伝説の8秒 8 Seconds                                       | レーン・フォレスト     | 劇場公開作 |
| 1996   | ボディ・リップス Normal Life                                               | クリス・アンダーソン   | 劇場公開作 |
| 1996   | アメリカン・バイオレンス American Strays                                   | ジョニー               | 劇場公開作 |
| 1996   | レイジ/連鎖暴動 Riot                                                       | ブーマー               | テレビ映画 |
| 1997   | インヴェイジョン 〜侵略〜 Invasion                                         | ボー・スターク         | テレビ映画 |
| 1997   | フィフス・エレメント The Fifth Element                                     | ビリー                 | 劇場公開作 |
| 1998   | 濡衣 Indiscreet                                                            | マイケル・ナッシュ     | テレビ映画 |
| 1999   | ハリケーン・チェイサー Storm                                               | ロン・ヤング           | ビデオ作品 |
| 2001   | バミューダ 呪われた財宝 The Triangle                                       | ステュー・シェリダン   | テレビ映画 |
| 2005   | アンダー・ザ・プラネット Descent                                           | ジェイク・ローリンズ   | テレビ映画 |
| 2005   | スーパーノヴァ Supernova                                                   | クリス・リチャードソン | テレビ映画 |
| 2007   | アリスは悩める転校生 Alice Upside Down                                     | ベン                   | 劇場公開作 |
| 2019   | ワンス・アポン・ア・タイム・イン・ハリウッド Once Upon a Time in Hollywood | ウェイン・マウンダー   | 遺作       |

### テレビシリーズ
| 放映年    | 邦題／原題                                                 | 役名                     | 出演話数 |
| --------- | ---------------------------------------------------------- | ------------------------ | -------- |
| 2016      | リバーデイル Riverdale                                     | フレッド・アンドリュース | 52話     |
| 1990-2000 | ビバリーヒルズ青春白書 Beverly Hills, 90210                | ディラン・マッケイ       | 199話    |
| 1997      | スピン・シティ Spin City                                   | スペンス                 | 01話     |
| 2001      | ナイトビジョン Night Visions                               | マイケル・シアーズ       | 01話     |
| 2001-2002 | OZ/オズ OZ                                                 | ジェレマイア・クルティエ | 010話    |
| 2005      | ウィル & グレイス Will & Grace                             | アーロン                 | 01話     |
| 2006      | WINDFALL 〜運命のいたずら Windfall                         | ピーター・シェファー     | 013話    |
| 2007      | John from Cincinnati                                       | リンク・スターク         | 010話    |
| 2008      | LAW & ORDER:性犯罪特捜班 Law & Order: Special Victims Unit | ノア                     | 01話     |
| 2008      | クリミナル・マインド FBI行動分析課 Criminal Minds          | ベンジャミン・サイラス   | 01話     |
| 2009      | エンド・オブ・トゥモロー The Storm                         | スティルマン             | 02話     |
| 2010      | レバレッジ 〜詐欺師たちの流儀 Leverage                     | ダルトン・ランド         | 01話     |
| 2010      | FCU –俺たち何でも調査隊– FCU: Fact Checkers Unit           | ルーク                   | 08話     |
| 2012      | ボディ・オブ・プルーフ 死体の証言 Body of Proof            | チャーリー・スタフォード | 02話     |
| 2014      | Major Crimes 〜重大犯罪課 シーズン3 Major Crimes           | ジョン・ワース           | 01話     |

## 参照
1. ↑  “「ビバヒル」のルーク・ペリーさん死去 52歳”.   AFPBB News (2019年3月5日). 2020年9月17日閲覧。
2. ↑  James Brady (2006年6月25日). “In Step With... Luke Perry”.  PARADE. 2007年7月15日閲覧。
3. ↑  Stephen M. Silverman (2001年6月29日). “From 90210 to 10036: Perry on B'way”.  People. 2007年7月1日閲覧。
4. ↑  “Hannigan Orgasmic over New Stage Role”.  People (2004年1月8日). 2007年7月1日閲覧。
5. ↑  Highfill, Samantha (2019年4月19日). “How Luke Perry fought for his role on Riverdale”.   Entertainment Weekly. 2024年12月16日閲覧。
6. ↑  “Luke Perry, star of "Beverly Hills, 90210" and "Riverdale", hospitalized after suffering stroke”.  New York, NY:  New York Daily News (2019年2月28日). 2019年3月4日閲覧。
7. ↑  “Luke Perry, '90210' and 'Riverdale' Star, Dies at 52”. variety.com. 2019年3月4日閲覧。
8. ↑  “Luke Perry Supports His Son Jungle Boy at Wrestling Match”. E! Online (2017年1月17日). 2019年3月4日閲覧。
9. ↑  “Luke Perry reveals why he'd never let his daughter date Dylan McKay”. TODAY.com. 2019年3月4日閲覧。
10. ↑  “A baby girl joins Luke Perry, wife”. DeseretNews.com (2000年6月10日). 2019年3月4日閲覧。
11. ↑  “Shannen Doherty and Luke Perry Had a 'Special Kind of Love' as Friends Throughout the Years After '90210'”.   People (2024年7月14日). 2024年12月16日閲覧。
12. ↑  Bucksbaum, Sydney (2019年10月9日). “The story behind Riverdale season 4 premiere's Luke Perry tribute and Shannen Doherty's cameo”.   Entertainment Weekly. 2024年12月16日閲覧。